# رادیو ترانزیستوری

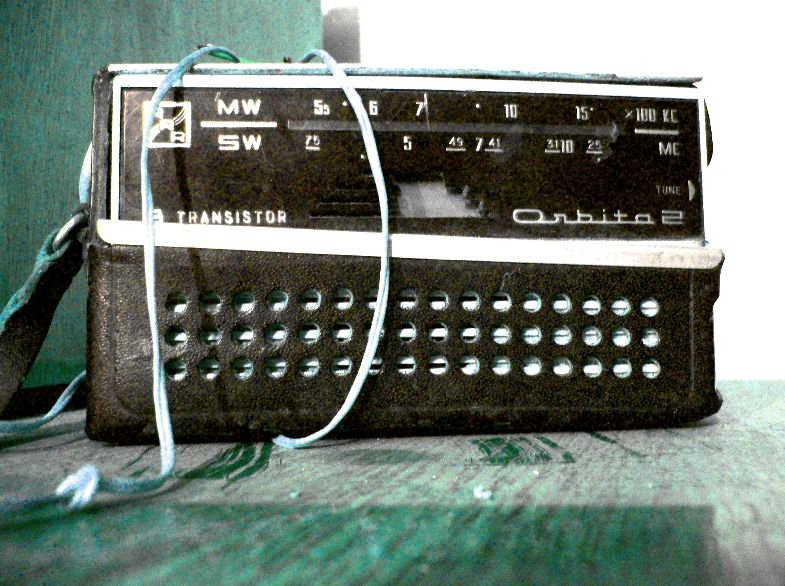
یک رادیو ترانزیستوری

رادیو ترانزیستوری، یک نوع گیرنده رادیو می‌باشد. این شکل از رادیو در سال ۱۹۵۴ میلادی و بعد از اختراع ترانزیستور، عرضه شد.